# Scaposophroniella
Scaposophroniella is een kevergeslacht uit de familie van de boktorren (Cerambycidae). De wetenschappelijke naam van het geslacht werd voor het eerst geldig gepubliceerd in 1956 door Breuning.

## Soorten
Scaposophroniella is monotypisch en omvat slechts de volgende soort:
- Scaposophroniella flavomarmorata Breuning, 1956